# Horná Ves (okres Prievidza)
Horná Ves je obec na Slovensku, v okrese Prievidza v Trenčínském kraji.
Žije zde přibližně 1 100 obyvatel. V obci je klasicistní římskokatolický kostel Obrácení svatého Pavla z roku 1837.

## Osobnosti
- Peter Dvorský (* 1951), operní pěvec